# あづま陸橋

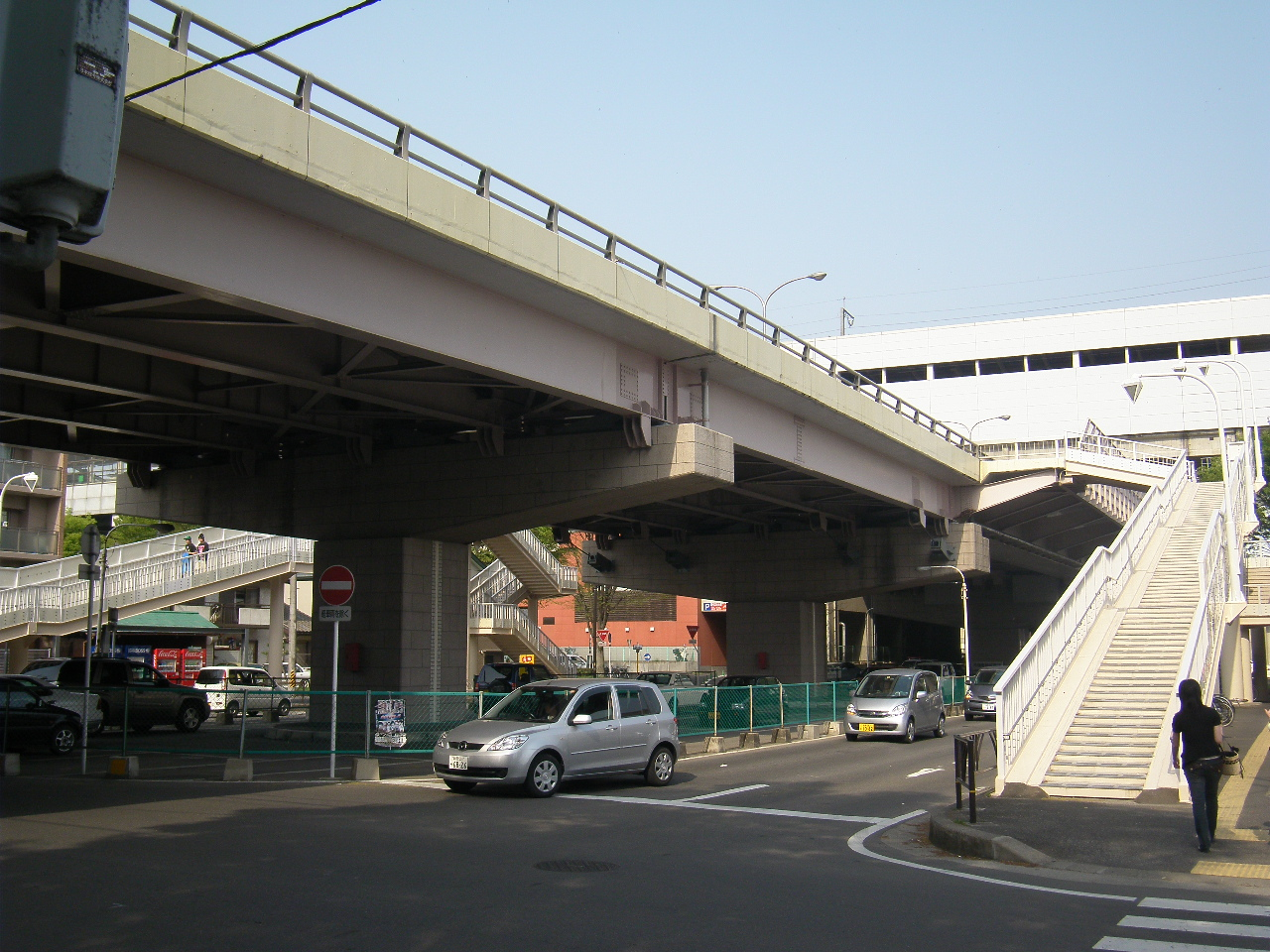
西側歩道部への階段とあづま陸橋（2010年5月）

あづま陸橋（あづまりっきょう）は、福島県福島市にある跨線橋である。

## 概要
- 全長…450m
- 幅員…22m[1]
- 開通…1973年（昭和48年）4月20日

JR東日本福島駅構内の南側に位置し、JR東北本線を横断し、福島県道70号福島吾妻裏磐梯線を通す。全長450m、幅員22mであり、上下線片側2車線で供用されている。1973年（昭和48年）4月20日に開通した。歩道は斜路部分には無く、橋梁中央部の上下線に設置されており、直下の道路の横断歩道橋に接続されている。
東詰はあづま陸橋東交差点で、福島県道3号福島飯坂線と県道70号福島吾妻裏磐梯線の起点となっており、その先の本町交差点と合わせ国道13号平和通り・信夫通り、旧国道4号と交通量の多い道路と複雑な信号運用により交差している。西側は福島県道126号福島微温湯線の起点である。追突事故防止のため上り線には予告信号が設置されている。福島市中心部を東西に貫く幹線道路として機能しており、交通量は一日を通して多い。
陸橋の両端は6%勾配となっており、冬季において凍結による事故が懸念されていた。そこで、建設中の1972年（昭和47年）11月に始まった舗装工事の際、電熱式のロードヒーティング装置が設けられ、電熱線が埋め込まれた。この電熱式ロードヒーティング装置は福島県が管理する道路としては初の試みであった。
陸橋の下部には、道路や線路の他に、福島市が管理する自転車駐輪場（無料）、福島県道路公社が管理する有料駐車場が存在する。陸橋上の歩道には福島交通バス停と、福島駅東口などに通じる歩道橋が接続している。

## 周辺
- 福島駅
- ホテルメッツ福島
- こむこむ・NHK福島放送局
- ラウンドワン福島店
- 昭栄福島ショッピングセンター（イトーヨーカドー福島店）
- アパホテル福島駅前
- 福島民報社本社
- 福島学院大学駅前キャンパス